# Tjus hög

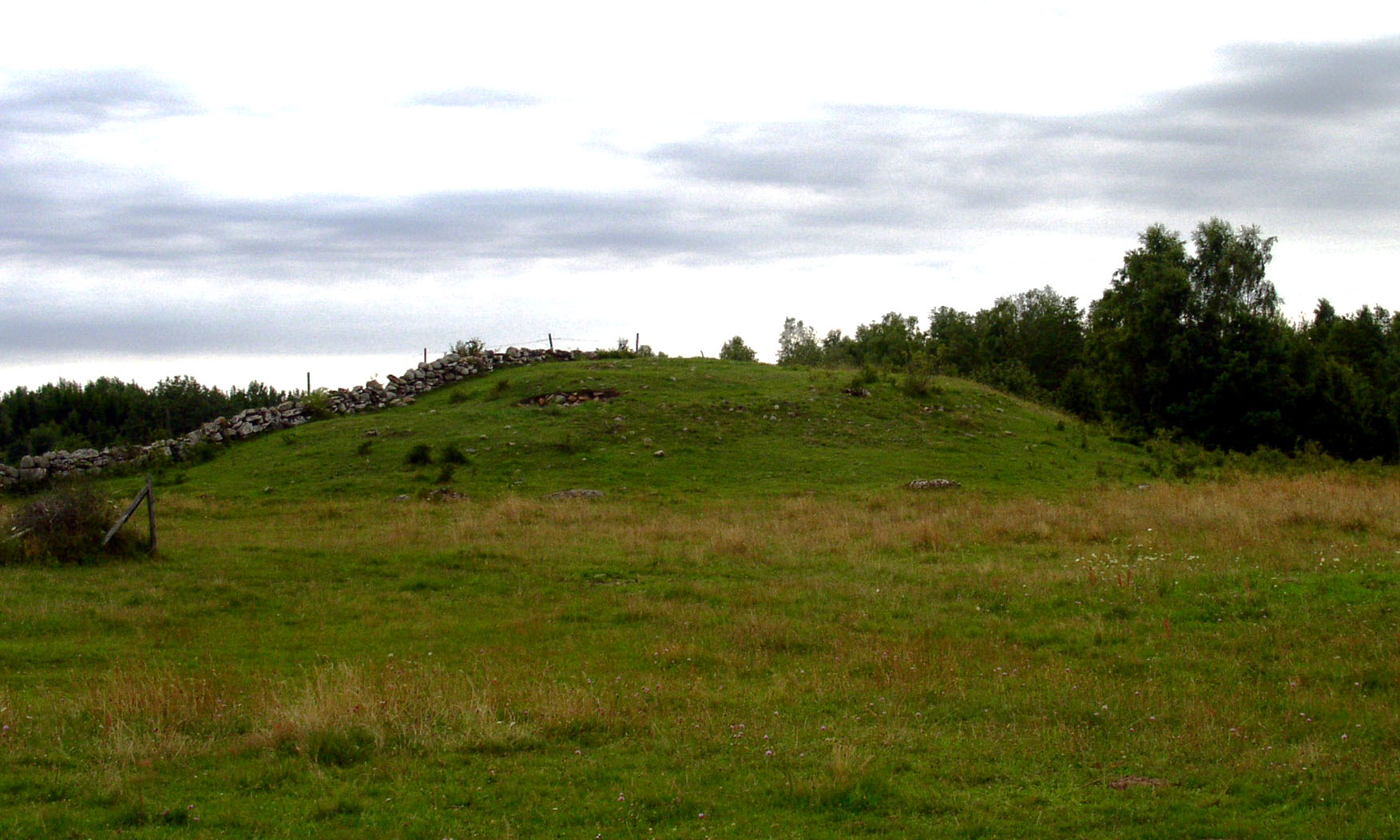
Tjus hög

Tjus hög eller Tjushög är belägen i sjömarkerna öster om Tjusby och Störlinge i Gärdslösa socken. Den är en av Ölands största gravhögar, 50 meter i diameter och fem meter hög. Den anses vara från bronsåldern. Högen har en rest av en kantkedja av 0,8-1,25 meter stora stenar. Högens krön är avplanat cirka 15 meter i diameter och kraftigt ytskadat liksom högens västra slänt. Över högens västra del går en stenmur. 
Öland har inte så många stora rösen av den typ, som byggdes under bronsåldern. Bland se främsta är Mysinge hög i Resmo, Tjus hög intill Störlinge by i Gärdslösa , vilka är byggda av kärna av kalksten med jordmantel, och det renare röset av gråsten Blå rör i Köping. Länsstyrelsen skriver: Många fornlämningar finns på Störlinges och S. Gärdslösas sjömarker bl. a. husgrunder, stensträngar och stensättningar. Vid stranden vid Störlinge finns ett mycket stort bronsåldersröse, Tjus hög. Man betecknar alltså högen som ett röse men ett röse med en en mantel av jord är definitionsmässigt en hög. Högen är inte utgrävd men fynd från platsen kan finnas.
Ölands plats handelsnätverk under bronsåldern avspeglas i bland annat 21 storhögar på Öland varav Tjus hög är den största.